# Guerre de la Confédération
La guerre de la Confédération est un conflit qui a opposé de 1836 à 1839 la Confédération péruvio-bolivienne à des dissidents péruviens appuyés par l'Argentine et le Chili. Les affrontements se déroulèrent principalement sur le territoire actuel du Pérou. Le conflit se termina par la défaite de la Confédération et sa dissolution.

## Contexte
La création en 1836 de la Confédération Pérou-Bolivie par Andrés de Santa Cruz alarme dans les pays voisins, l'Argentine et, surtout, le Chili. Avec ce dernier pays, les différends portent sur le contrôle des routes commerciales sur le Pacifique entrainant une guerre des tarifs douaniers. En outre l'ancien président chilien Ramón Freire, exilé au Pérou, a obtenu l'aide financière de la Confédération pour monter une expédition et équiper une frégate visant le gouvernement chilien de Priéto. La tentative échoue le 28 juillet 1836, mais envenime les relations entre le Chili et la Confédération.

## Entrée en guerre
Le Chili envoie une expédition punitive qui réussit à capturer trois navires confédérés dans le port de Callao le 21 août 1836. Les négociations qui s'engagent à la suite de ce coup de main échouent et le Chili déclare la guerre à la Confédération le 28 décembre. 
De son côté l'Argentine dominé alors par le caudillo Juan Manuel de Rosas reproche à Santa Cruz de soutenir des opposants au régime argentin actifs sur la frontière de la province de Tucumán et déclare à son tour la guerre à la Confédération le 9 mai 1837. Même si le Chili et l'Argentine ont agi contre la même menace perçue, les deux pays sont entrés en guerre de façon indépendante en raison de l'aversion entre Portales, principal ministre chilien et Rosas. Les deux pays ont continué à agir séparément tout au long du conflit.
L'assassinat de Portales lors d'une tentative de putsch au Chili en juin 1837 fut imputé à tort ou à raison aux agissements de Santa Cruz et retourna complètement l'opinion chilienne jusqu'alors assez opposée à une guerre jugée impopulaire.

## Les opérations

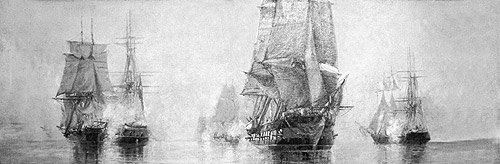
Combat naval à Islay, entre la flotte confédérale et les navires de guerre chilien.

### Premiers affrontements
Dans un premier temps, la guerre est menée en mer, les deux parties essayant de prendre le contrôle de celle-ci.
La flotte confédérale intervient en novembre 1837 en occupant l'archipel chilien Juan Fernandez, puis portant son effort sur les ports de Talcahuano, San Antonio, Huasco et Caldera.
Parallèlement le gouvernement chilien envoie un corps expéditionnaire d'environ 2 800 hommes sous le commandement de l'amiral Encalada. L'armée chilienne débarque à Islay dans le sud du Pérou en octobre 1837 et occupe la ville d'Arequipa après une longue et pénible marche au cours de laquelle elle est en partie décimée par la maladie. L'armée d'invasion ne trouve pas le soutien local qu'elle espérait auprès des opposants au gouvernement confédéré. Au contraire, le maréchal Santa Cruz encercle la ville tenue par l'armée d'invasion. Encalada ne peut plus manœuvrer et doit se résoudre à signer avec Santa Cruz le traité de Paucarpata le 17 novembre 1837. 
Le gouvernement chilien rejette le traité et Encalada est jeté en prison pour haute trahison à son retour à Valparaiso.
Une nouvelle expédition navale est décidée par le Chili sous le commandement de Robert Simpson. Le 12 janvier elle se heurte à l'escadre confédérée, l'épisode étant connu sous le nom de bataille navale de Islay. Cette dernière résiste plusieurs heures aux assauts chiliens avant de s'échapper à la faveur de l'obscurité. Chaque partie revendique la victoire d'une rencontre qui n'a pas pesé sur le cours de la guerre.

### Deuxième campagne
À la mi-1838 le Chili obtient la supériorité navale ce qui lui permet d'envoyer l'armée chilienne commandée par le général Manuel Bulnes envahir de nouveau le Pérou. Les Chiliens remportent le 21 août la bataille de Portada de Guías aux portes de Lima et occupent la ville pendant quelques jours (octobre-novembre 1838). Ils doivent se replier devant l'avancée de l'armée bolivienne de Santa Cruz. Le 6 janvier 1839 Santa Cruz accroche une partie de l'armée chilienne et obtient un succès à la bataille de Buin après un bref combat. 
Le 12 janvier les deux flottes s'affrontent à la bataille de Casma. L'escadre confédérée commandée par le corsaire français Jean Blanchet est défaite. Mais le sort de la guerre va se dérouler à Yungay. Le 20 janvier la bataille qui s'engage tourne au désastre pour l'armée confédérée. Lima est occupée une deuxième fois. Santa Cruz s'enfuit en Équateur. 
Le 25 août le général Gamarra assume la présidence du Pérou et déclare la dissolution de la Confédération.

### Sur le front argentin
Sur le front sud, Juan Manuel de Rosas, président de l'Argentine avait déclaré la guerre à la Confédération le 19 mai 1837 en raison du différend territorial sur la province de Tarija.  et du soutien apporté par Santa Cruz à ses opposants. Les engagements concernent de petits effectifs de part et d'autre car la Confédération doit combattre sur deux fronts et Rosas doit compter dans son propre camp sur les rebelles unionistes. Il est aussi confronté au blocus du Río de la Plata par la flotte française qui soutient diplomatiquement la Confédération Pérou-Bolivie. 
Dans les premiers combats, les Boliviens conduit par le général Braun obtiennent une série de petits succès. mais doivent se replier derrière leur frontière après une défaite à Humahuaca. Le 24 juin 1838, la Confédération remporte la bataille de Monténégro qui oblige Rosas à abandonner la partie.

## Conséquences
L'armée chilienne reste stationnée au Pérou jusqu'en octobre 1839 pour éviter des soulèvements contre le nouveau gouvernement. Les officiers péruviens ayant servi dans les rangs de la Confédération sont rayés des cadres. La Bolivie connaît une période d'anarchie avec la confrontation entre José Ballivián et José Miguel de Velasco, ce qui incitera le général péruvien Gamarra à envahir ce pays pour son propre compte.
De son côté l'Argentine consent à la paix sans exploiter la déroute de ses adversaires.

## Sources
- (en) Cet article est partiellement ou en totalité issu de l’article de Wikipédia en anglais intitulé « War of the Confederation » (voir la liste des auteurs).

- (es) Cet article est partiellement ou en totalité issu de l’article de Wikipédia en espagnol intitulé « Guerra entre las confederaciones Argentina y Peruano-Boliviana » (voir la liste des auteurs).